# Зграда "Близанци"
Зграда "Близанци" се налази у Суботици, у улици Корзо број 7, подигнута је 1912. године, под заштитом је као споменик културе.

## Историјат и архитектура
Захваљујући архивским истраживањима добијени су подаци да се 1912. године Суботичко грађевинско деоничарско друштво јавља као власник обједињења два плаца, са којих су уклоњене старе трошне зграде. Ово друштво исте године добија грађевинску дозволу, на основу пројекта Жигмунда Сиклаија, архитекте из Будимпеште, за изградњу хотела-најамне палате на три спрата. До реализације овога пројекта није дошло због финансијских потешкоћа. У мају 1912. године деоничарско друштво моли Сенат да му изда нова дозвола за изградњу скромнијег објекта према пројекту истог архитекте. Дозвола за изградњу је издата, а до реализације је дошло у касну јесен.
На пространом плацу, у склопу данашње улице Корзо бр.7 саграђена је необична зграда, јединствена по урбанистичком решењу, функцији, конструктивном склопу и архитектури. Састоји се од два идентична грађевинска блока названа "Близанци", са централним отвореним пасажом који води у пространо двориште. По стилским обележјима одудара од околних зграда изведених по канонима еклектике и сецесије. Грађевина носи стилске карактеристике модерне, конципиран као склоп мањих пословних просторија у низу. На објекту са леве стране пасажа 1999. године дограђен је један спрат и поткровље.